# チベットケサイ
チベットケサイ（Coelodonta thibetana）は、中期鮮新世（ピアセンジアン）に生息していた奇蹄目の大型哺乳類であり、著名なケブカサイ (C. antiquitatis) の祖先に該当する種でもある。

## 分類
2007年に、王暁鳴らによる発掘チームによってチベット高原からコエロドンタ属の化石が発見された。王が当該の化石産地を訪れた当時は頸椎が地表に露出しており、さらに他の部位を捜索していた王が歯を発見し、さらにその後の調査で完全な頭蓋骨が堆積していることを明らかにした。
当該標本は石膏ジャケットに包まれた状態で中国科学院古脊椎動物古人類学研究所へ持ち込まれ、サイの専門家である鄧涛らによって2011年に既存の知見における最も原始的なコエロドンタ属として記載された。この発見は、チベット高原一帯の動物相が寒冷地に事前的に適応し、更新世に氷河期が訪れると適応放散を進めていったという「アウト・オブ・チベット」説を大きく裏付ける証拠となった。

## 特徴

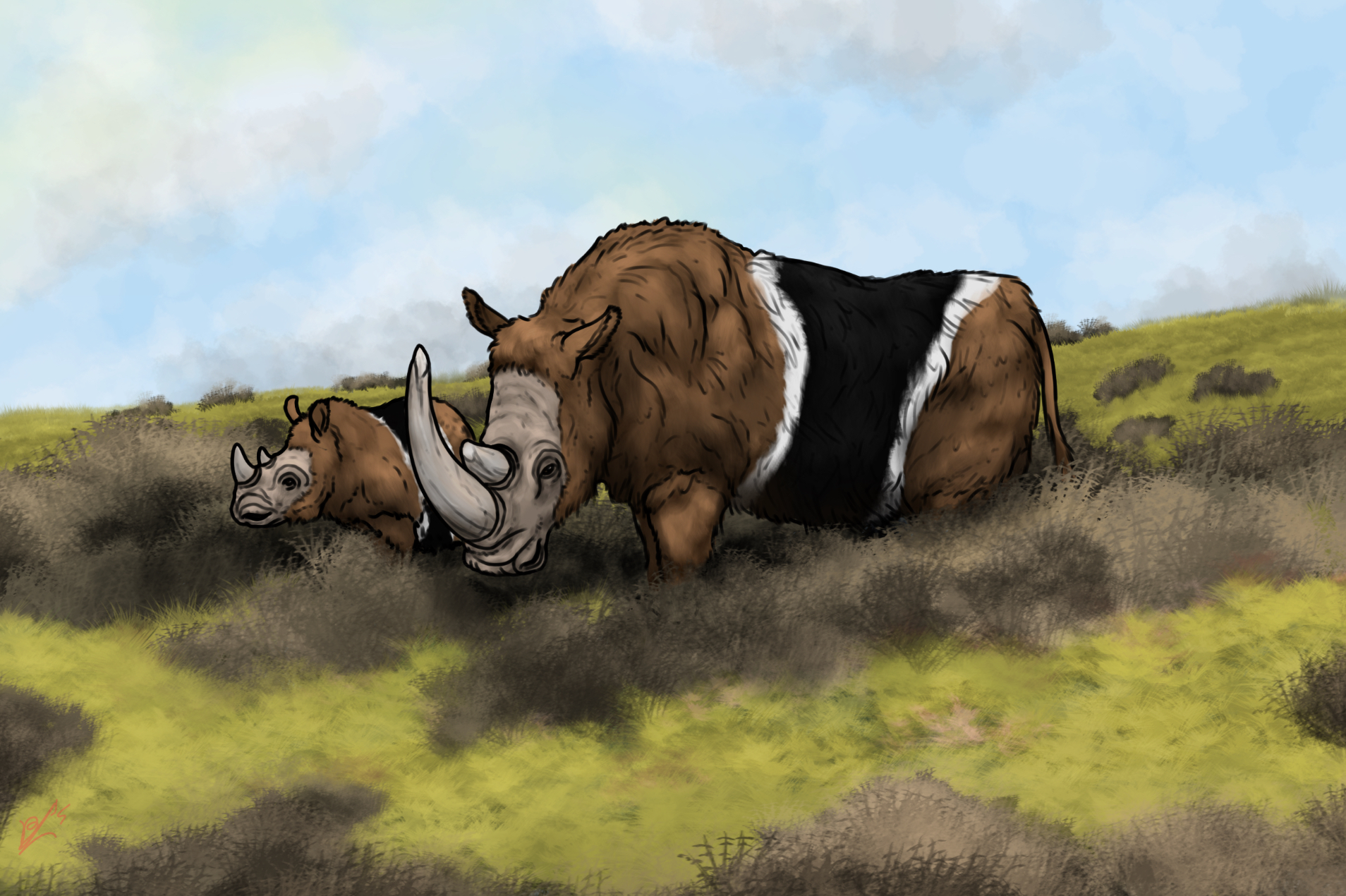
生体の復元想像図。

チベットケサイはコエロドンタ属の他の種と同様に、同属の共有派生形質を持つ。頭蓋骨が細長く、歯冠が上下に高く、鼻骨が大型でありかつ外側に潰れて拡大した形状を持つ。
一方で、本種は他種のコエロドンタ属と同様に鼻中隔が骨化しているものの、骨化した領域が骨の三分の一程度しか占めておらず、その程度が弱い。また他種と比較して下顎結合がより前側に位置しており、歯冠を被覆するセメント質が薄く、上顎第三大臼歯の咬合面が三角形をなす。これらの特徴は本種を独立種と見なす根拠とされ、また後の時代の他種と比較して原始的な形質とされている。
本種または他のコエロドンタ属は約370万年前にチベット高原に到達したと考えられており、氷河期の開始と共に平地へ下っていたことが示唆されている。他のサイ科よりも若干だが細長い頭蓋骨を持っており、これは丈の低い草を餌とするのに適した形状であった。なお、子孫であるケブカサイはユーラシア大陸の北方の広範囲に分布を拡大させたものの、後期更新世に絶滅を迎えたがチベット高原に帰還することはおそらくなかった。

## 展示
日本では、2022年に木村由莉らによって全身骨格及び復元模型が国立科学博物館の展覧会にて展示された。